# مقاطعة (عقاب)
المقاطعة هي الامتناع الاختياري والمتعمد عن الاستخدام أو الشراء أو التعامل مع شخص أو منظمة أو بلد كتعبير عن الاحتجاج عادة ما تكون لاسباب اخلاقية أو اجتماعية أو سياسية أو بيئية.
غرض المقاطعة هو الحاق بعض الخسائر الاقتصادية بالشخص أو المنظمة المستهدفة أو الإشارة إلى اساءة اخلاقية لمحاولة اجبارهم تغيير سلوك مرفوض
في بعض الاحيان يمكن ان تكون شكل من اشكال نشاط المستهلك وعندما تشرعه حكومة بلد ما فانه يسمى عقوبة أو جزاء
اصل كلمة مقاطعة boycott
دخلت كلمة boycott اللغة الإنجليزية خلال حرب الأرض الايرلندية (Land war) واشتقت من اسم الكابتن تشارلز بويكات (charles boycott) وهو وكيل ارض المالك الغائب (absentee landlord) اللورد ايرن، وكان الكابتن تشارلز بويكات يعيش في منزل بحيرة ماسك بالقرب من بالينروب في مقاطعة مايو في ايرلندا
تعرض للنبذ الاجتماعي المنظم من رابطة الأراضي الوطنية الايرلندية في 1880
حيث كانت المحاصيل قليلة تلك السنة، فعرض اللورد ايرن على المستأجرين تخفيض 10% في الايجارات، لكن في سبتمبر من ذلك العام المستأجرين المعترضين طالبوا بتخفيض 25% وهو ما رفضه اللورد ايرن.
فحاول بويكات حين ذاك طرد 11 مستأجر من ارضه.
تشارلز ستيوارت بارنيل – وهو قومي ايرلندي – اقترح في خطاب في اينيس قبل الاحداث في بحيرة ماسك انه عند التعامل مع المستاجرين الذين اخذوا مزارع طُرد منها مستاجرين اخرين بدلا من اللجوء إلى العنف، يجب على كل شخص في المنطقة تجنبهم. وبالرغم من ان خطاب بارنيل لم يشير إلى وكلاء الأراضي أو الملاك، الا ان التكتيك تم تطبيقه اولا على بويكات عندما اثير التنبيه عن عمليات الاخلاء. وبالرغم أيضا من قصر مدة المعاناة الاقتصادية لاولئك الذين قاموا بهذا الفعل الا ان بويكات وجد نفسه معزولا، توقف عماله عن العمل في الحقول والاسطبلات وعن العمل في منزله أيضا، توقف رجال الأعمال المحليين عن التجارة معه ورفض ساعي البريد المحلي تسليمه البريد.
قصد هذا الفعل المدبر ان يكون بويكات غير قادر على استئجار أي أحد ليحصد له المحاصيل، في النهاية تطوع 50 عضو من منظمة اورانج (منظمة سياسية بروتستانية في ايرلندا الشمالية) من مقاطعتي كافان وموناغان للقيام بهذا العمل، واصطحبهم من وإلى كلاريموريس الف شرطي وعسكري، بالرغم من ان زعماء رابطة الأراضي الايرلندية قالوا انه لن يكون هناك عنف وقد صدقوا.
وانتهت هذه الحماية بتكلفة اعلي بكثير مما كان يستحق الحصاد.
بعد الحصاد، البويكات (المقاطعة) استمرت بنجاح.
وخلال اسابيع أصبح اسم بويكات في كل مكان.
«جيمس ريدباث» صحفي جريدة النيويورك تربيون أول من كتب عن البويكات (المقاطعة) في الصحافة الدولية.
والمؤلف الايرلندي جورج مور قال (ظهر الفعل «بويكات» مثل النجم)
وتم استخدامه فيما بعد بواسطة صحيفة التايمز في نوفمبر 1880 كمصطلح للتعبير عن العزل المنظم.
و وفقا لقصة في كتاب «سقوط الإقطاعية في ايرلندا» للمؤلف مايكل دايفت، قام الاب جون اومالي من مقاطعة مايو بالترويج للمصطلح للإشارة إلى النبذ المطلق المطبق على مالك أو وكيل ارض مثل تشارلز بويكات
وذكرت التايمز لأول مرة في نوفمبر 1880 «ان شعب نيوبالاس عزم على مقاطعتهم (to boycott them) ورفض امدادهم بالطعام والشراب»

## مقاطعات بارزة
- مقاطعة التبغ الايرانية.
- المقاطعة الأمريكية للبضائع البريطانية خلال الثورة الأمريكية.
- المقاطعة الهندية للبضائع البريطانية التي نظمها غاندي.
- مقاطعة الصين للبضائع اليابانية بعد حركة الرابع من مايو المناهضة للاحتلال.
- المقاطعة اليهودية المنظمة ضد هنري فورد في الولايات المتحدة عام 1900.
- المقاطعة اليهودية المضادة للنازية للبضائع الألمانية في ليتوانيا والولايات المتحدة وبريطانيا وبولندا وفي الاحتلال البريطاني في فلسطين.
- مقاطعة جامعة الدول العربية لاسرائيل والشركات التي تتاجر معها.
- حظر الدول العربية تصدير النفط للغرب خلال ازمة النفط 1973.
- المقاطعة الشعبية للمنتجات التركية في بعض الدول العربية.
- مقاطعة المنتجات الاسرائيلية او الداعمه لها في حرب غزة 2023.

## التاريخ
تعد المقاطعة أسلوب سياسي يستخدم للضغط على جهة معينة لتحقيق هدف معين، وعلى مر التاريخ حدثت مقاطعات عدة مثل:
1. قيام قريش بمقاطعة النبي محمد وصحابته وعدم الشراء أو البيع لهم وعدم الزواج منهم.
2. في عام 1922 حينما قاطع الفلسطينيون السلع الإسرائيلية وذلك رداً على مقاطعة للسلع العربية.[بحاجة لمصدر]
3. مقاطعة غاندي ضد الاستعمار البريطاني حين حضّ المواطنين الهنود على صنع ملابسهم بأنفسهم بالاستعانة بالمغزل اليدوي وكان يقول: «كلوا مما تنتجون والبسوا مما تصنعون وقاطعوا بضائع العدو».[بحاجة لمصدر]
4. مقاطعة اليابانيين للولايات المتحدة، حين خرجت اليابان من الحرب العالمية الثانية وهي مدمرة بشكل كامل، ولكن الشعب الياباني رفض في ذلك الوقت شراء السلع الأمريكية وهي الدولة المنتصرة في الحرب وتم تحجيم الاستيراد من الخارج وتشجيع الاستثمار والإنتاج والزراعة اليابانية.[بحاجة لمصدر] ووصلت حدود هذه المقاطعة إلى مستوى جعل المنتج الياباني يفرض نفسه عالمياً حتى في الأسواق الأمريكية نفسها وإلى تحقيق فائض في الميزان التجاري الياباني مع الولايات المتحدة ووصل إلى حدود إثارة القلق والنزاعات التجارية الشديدة بين البلدين.[بحاجة لمصدر]
5. في عام 1945 بدأ تاريخ المقاطعة العربية لإسرائيل رسميا عندما اتخذت جامعة الدول العربية قرارت وتوصيات بضرورة المقاطعة الاقتصادية لإسرائيل، واعتبرته عملا دفاعياً مشروعا.
6. في عام 1951 أنشأت جامعة الدول العربية جهاز المقاطعة الاقتصادية لإسرائيل الذي عمل بكفاءة وفاعلية وقد تم تشكيل لجنة دائمة للمقاطعة بدلا من اللجنة المؤقتة لمتابعة تنفيذ قرارات المقاطعة وما زال هذا المكتب يعمل حتى الآن.
7. قيام الملك فيصل بالمقاطعة الاقتصادية، في أعقاب حرب 1967 وحرب 1973 م، فبعد يومين من نشوب الحرب الأولى، أعلن حظر البترول السعودي عن بريطانيا والولايات المتحدة، وعلى إثر نشوب حرب 1973 م تزعم حركة الحظر البترولي الذي شمل دول الخليج، فكان لهذا الحظر أثره في توجيه المعركة.
8. قيام الشعوب العربية بمقاطعة المنتجات الأمريكية والإسرائيلية تضامنا مع فلسطين والعراق.[بحاجة لمصدر]
9. قيام الدول الإسلامية بمقاطعة الدنمارك بعد الرسوم المسيئة للنبي محمد.
10. قيام بعض الأمريكيين الداعمين لإسرائيل بإنشاء محطات بنزين لا تبيع النفط العربي والتي تحمل عنوان (نفط خالي من الإرهاب).[بحاجة لمصدر]
11. إصدار الولايات المتحدة قرارات تمنع فيها الشركات والمؤسسات الأمريكية من التعامل مع مجموعة من الدول التي تعتبرها مارقة أو دول تدعم أو ترعى الإرهاب.
12. مقاطعة كوبا للولايات المتحدة، منذ أكثر من أربعين عامًا ترفض كوبا إقامة علاقات مع الولايات المتحدة، وكذلك تمنع الشركات الأمريكية من التعامل معها.[بحاجة لمصدر]

## أنواع المقاطعة
يمكن إدراج أنواع المقاطعة المختلفة تحت اعتبارين اثنين وهما:

### الأول: أنواع المقاطعة باعتبار المجالات
1. مقاطعة اقتصادية
2. المقاطعة السياسية
3. المقاطعة الثقافية
4. المقاطعة الإعلامية
5. المقاطعة

### الثاني: أنواع المقاطعة باعتبار جهات التنفيذ
1. المقاطعة الحكومية: كالمقاطعة التي كانت من الدول العربية لإسرائيل والشركات الداعمة لها.
2. المقاطعة الأممية: والتي تصدر من المؤسسات الدولية كالمقاطعة التي فُرضت على العراق وليبيا.
3. المقاطعة الشعبية: والتي تدعو إليها من القيادات الشعبية ومؤسسات المجتمع المدني حتى تشمل معظم شرائح الشعب كمقاطعة الشعوب الإسلامية والعربية لمنتجات بعض الدول المعتدية على دول المسلمين والداعمة لها، والدول المسيئة للإسلام أو مقدساته. مثل مقاطعة الدنمارك.
4. المقاطعة المتكاملة: وذلك إذا كانت المقاطعة جماعية صادرة من الجهة الحكومية الرسمية والشعبية الجماهيرية.